# Nicolas Gill
Pour les articles homonymes, voir Gill.
Nicolas Gill est un champion canadien de judo.  Il est né à Montréal le 24 avril 1972.  Il s'est illustré lors de grandes compétitions internationales telles que les Jeux olympiques et les Championnats du monde de judo. Il est ceinture noire 7e dan. Devenu entraîneur de l'équipe nationale canadienne en 2005, il occupe également la fonction de directeur haute performance depuis 2009. 
En 2007, il a obtenu le prix reconnaissance de l'UQAM en tant qu'étudiant de la TÉLUQ.

## Palmarès
Il remporta à 10 occasions les championnats canadiens seniors de sa discipline, en plus d'une troisième place à une occasion.

### Jeux olympiques
- Barcelone 1992
  -  Médaillé de bronze -86 kg

- Sydney 2000
  -  Médaillé d'argent -100 kg

### Championnats du monde
- Hamilton 1993
  -  Médaillé d'argent -86 kg

- Chiba 1995
  -  Médaillé de bronze -86 kg

- Birmingham 1999
  -  Médaillé de bronze -100 kg

### Jeux panaméricains
- Mar del Plata 1995
  -  Médaillé d'or -86 kg

- Winnipeg 1999
  -  Médaillé d'or -100 kg

- Santo Domingo 2003
  -  Médaillé d'argent -100 kg

### Jeux du Commonwealth
- Manchester 2002
  -  Médaillé d'or -100 kg

### Jeux de la Francophonie
- Ottawa-Hull 2001
  -  Médaillé d'or -100 kg

### Autres distinctions
- Médaille de l'Assemblée nationale 2000[5]